# USS Grunion (SS-216)
«Граніон» (англ. USS Grunion (SS-216)) — американський підводний човен типу «Гато» часів Другої світової війни. Названий на честь виду невеликих риб з роду Leuresthes родини атериноподібних, що поширена біля західного узбережжя Північної Америки. «Граніон» затонув 30 липня 1942 року поблизу острова Киска, ймовірно в результаті циркуляції власної торпеди. Остов підводного човна був виявлений у 2007 році.

## Історія
Судно закладене на верфі Electric Boat в Гротоні 1 березня 1941 року. Спуск на воду відбувся 22 грудня 1941 року. «Граніон» введений в експлуатацію 11 квітня 1942 року під командуванням Маннерта Абеле.
Після випробувань біля узбережжя Нью-Лондона, 24 травня «Граніон» вийшов у Тихий океан. Через тиждень, коли човен йшов через Карибське море в Панаму, він підібрав 16 осіб з торпедованого німецьким підводним човном U-558 військового транспорту «Джек». Були відомості про ще 13 вцілілих, але їх пошуки виявилися безрезультатними. 3 червня човен доставив врятованих у Коко-Соло і продовжив похід у Перл-Гарбор, куди прибув 20 червня.

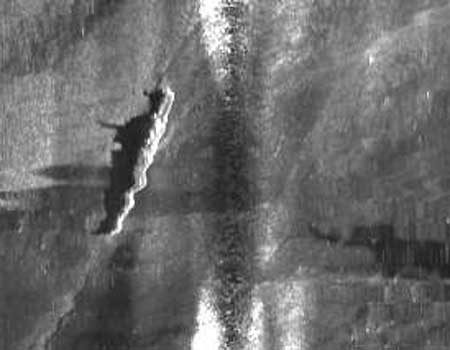
Остов підводного човна на дні Берингового моря.

30 червня 1942 року, після десятиденних навчань «Граніон» покинув Гаваї, зайшов у Мідвей, потім попрямував до Алеутських островів. У першій радіограмі з човна, що передана під час патрулювання району на північ від острова Киска, повідомлялося про японський есмінець, який безрезультатно випустив по підводному човну кілька торпед. Впродовж липня човен патрулював у районі острова Киска і потопив два сторожових судна. 30 липня «Граніон» повідомив про посилення протичовнової оборони противника і отримав наказ іти на базу Датч-Гарбор.
Всі подальші спроби зв'язатися з човном були безуспішними. Пошуки з повітря біля узбережжя Киски не принесли результатів, і 5 жовтня човен був оголошений втраченим разом з екіпажом. «Граніон» виключений зі списків флоту 2 листопада 1942 року. У японських документах відомостей про атаки на підводні човни в районі острова Киска знайдено не було, і встановити долю «Граніона» вийшло лише через 65 років. У серпні 2007 року на дні Берингового моря був виявлений корпус підводного човна. У жовтні 2008 року представники ВМС США підтвердили, що знайдено саме підводний човен «Граніон».
За службу під час Другої світової війни «Граніон» отримав бойову зірку. Командир підводного човна Маннерт Абеле був посмертно нагороджений військово-морським хрестом. На честь нього був названий есмінець «Маннерт Ебель», який вступив в дію 1944 році і потоплений 12 квітня 1945 року під час битви за Окінаву, японським літаком-снарядом «Yokosuka MXY7 Ohka».